# St Peter's Church (Peel)

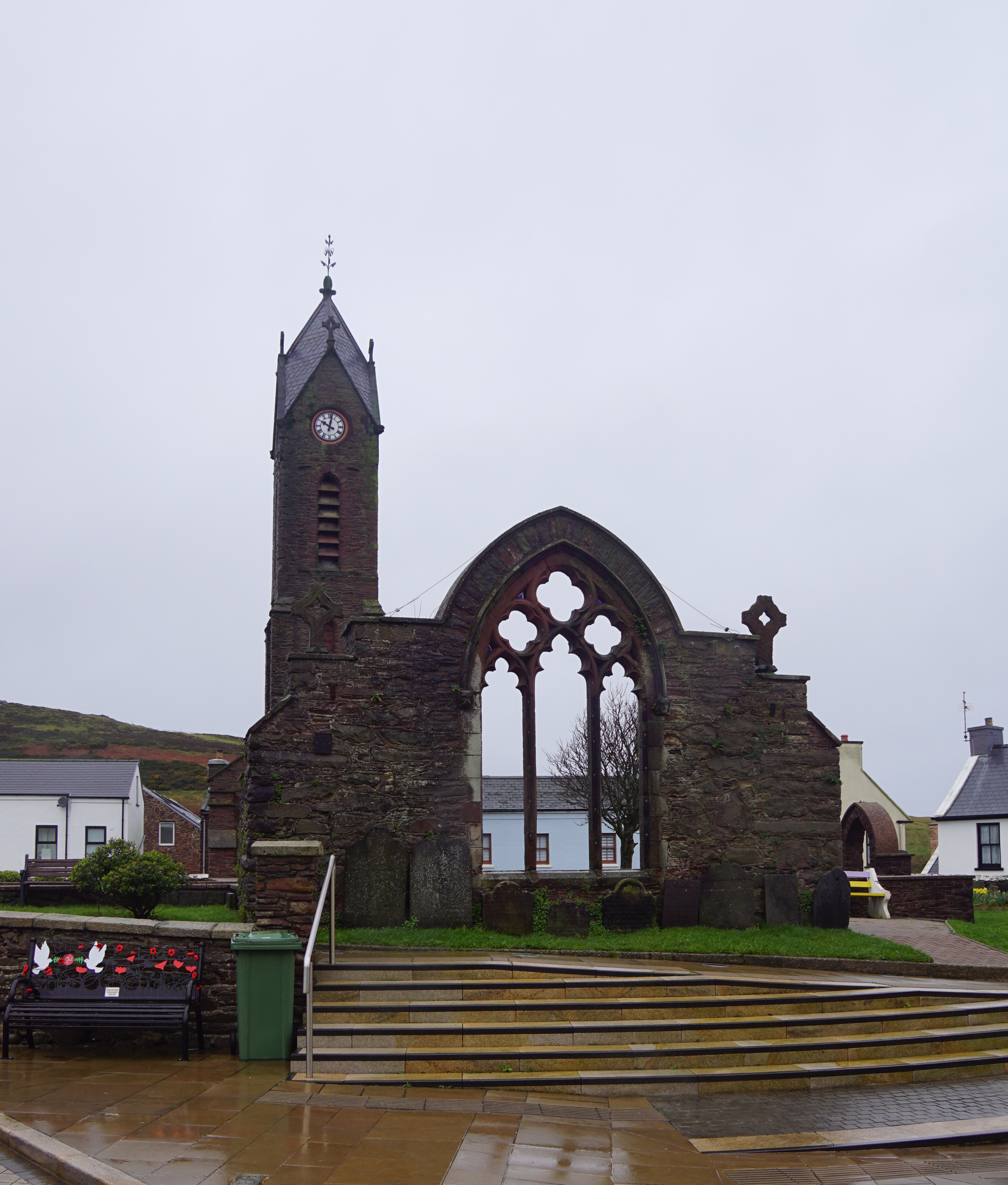
De ruïne van St Peter's Church in Peel.

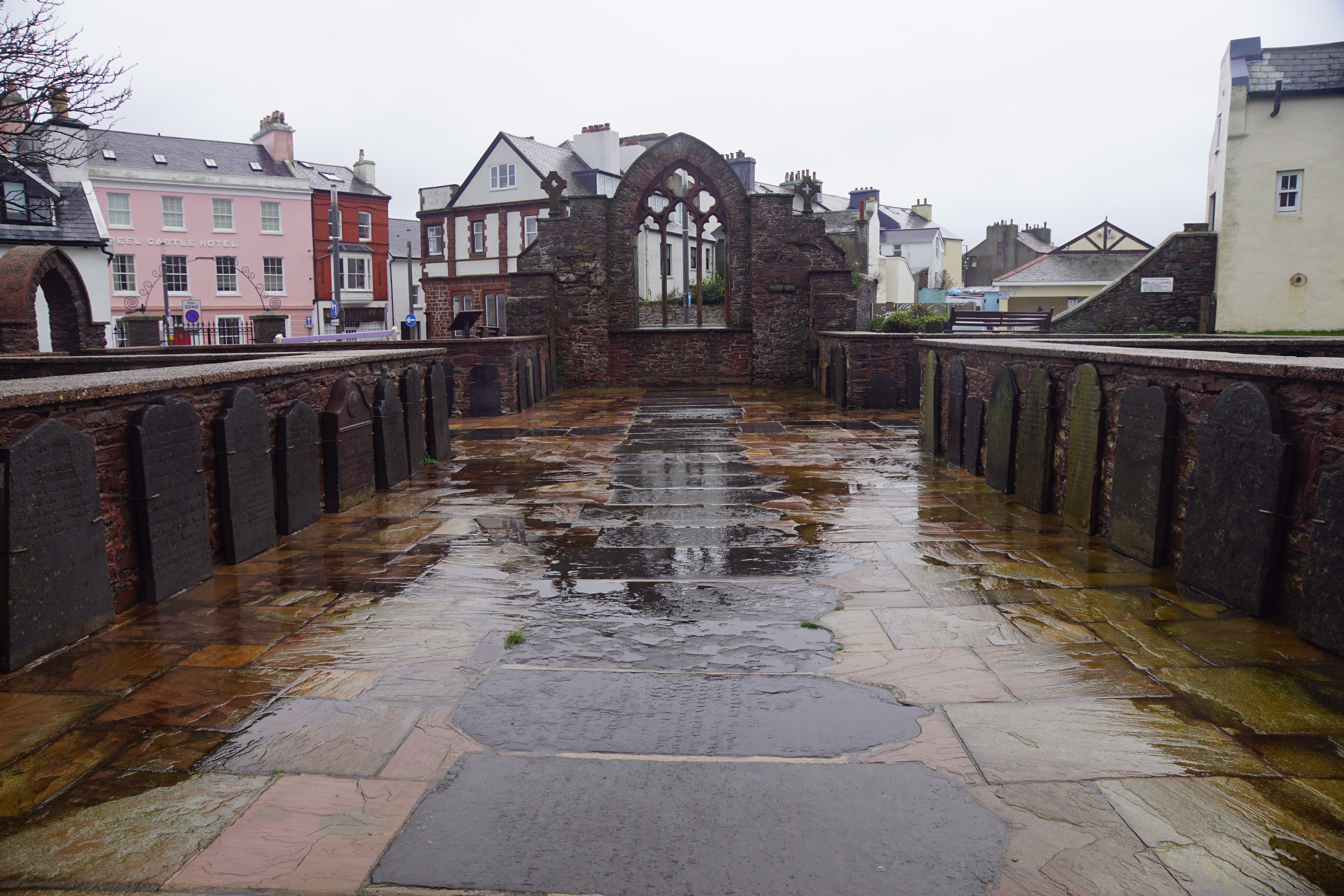
Interieur kijkende naar het oosten.

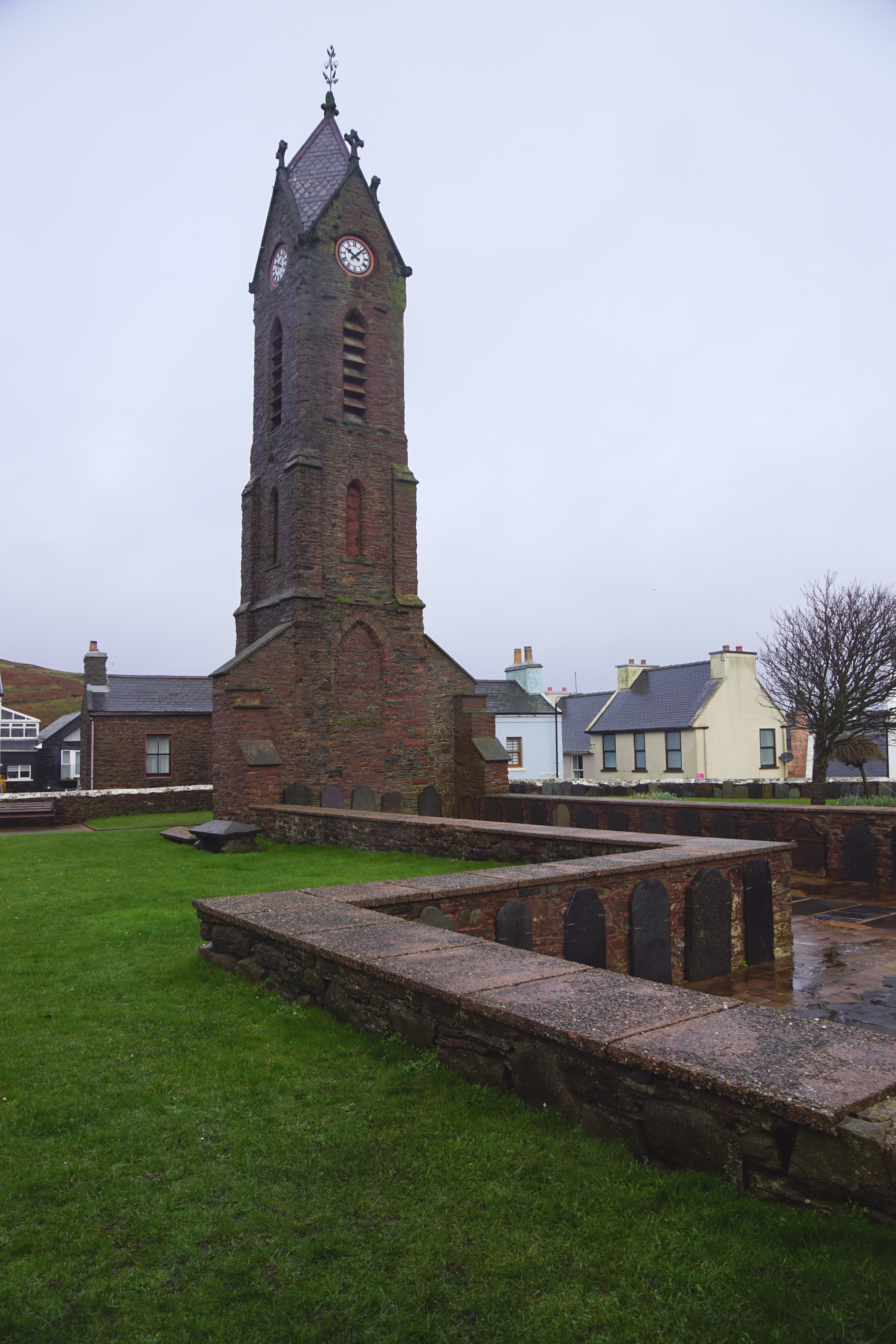
De klokkentoren uit 1872.

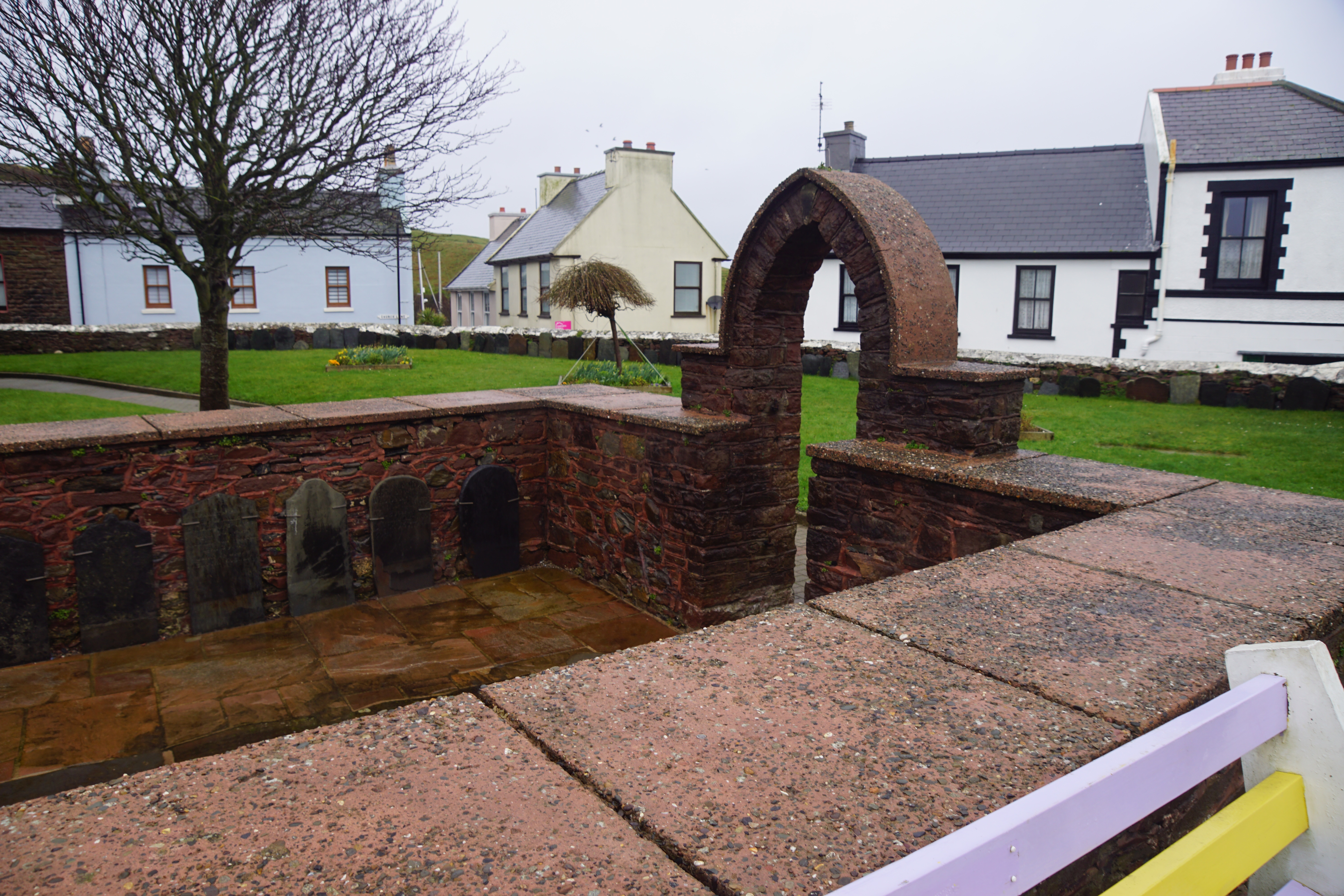
De entree in het noordelijke transept.

St Peter's Church is de ruïne van een van oorsprong minstens uit de vijfiende eeuw daterende kerk, gelegen in Peel in de parish German op het eiland Man. De kerk bleef in gebruik tot 1893 en werd wegens bouwvalligheid grotendeels afgebroken in 1958, waarbij de klokkentoren werd behouden.

## Geschiedenis
St Peter's Church werd gebouwd zodat de parochianen een kerk dichterbij hadden dan de kathedraal van German die gelegen was in Peel Castle. De kerk was er in ieder geval al in 1428. De kerk was omringd door een ronde begraafplaats. Deze vorm duidt erop dat deze werd aangelegd in de vroege of Hoge middeleeuwen, in ieder geval vóór de vijftiende eeuw.
In 1734 had St Peter's Church al beide transepten. De kerk werd herbouwd in de vroege achttiende eeuw en in de negentiende eeuw. De klokkentoren werd gebouwd in lokale zandsteen in 1870-72 dankzij publieke giften. In 1871 werd het oostelijk raam gerealiseerd. De kerk bood plaats aan 600 mensen.
In 1893 werd de St Peter's Church buiten gebruik gesteld nadat in 1884 de nieuwe Cathedral Church of St German in gebruik werd genomen. Na een tijd van leegstand werd de kerk ingericht als missiehal. Er werd ook zondagsschool gehouden en af en toe een kerkdienst in het Manx-Gaelisch tot 1939. In 1902 was de vloer van de kerk, die significant lager lag dan de omringende begraafplaats, verhoogd. In 1958 
werd de kerk afgebroken door Douglas Calder en W.T. Quale omdat het gebouw onveilig werd geacht nadat de kerk door brand was beschadigd. De grafstenen van het kerkhof werden plat neergelegd in de kerk of heropgericht tegen de kerkmuren en tegen de muren van de begraafplaats. In 1960 werd een boog gebouwd over de ingang tot het noordelijk transept.
De begraafplaats werd vanaf die tijd ook niet meer gebruikt. In plaats daarvan werd gebruik gemaakt van de nieuwe begraafplaats aan de Douglas Road die opende in 1851.

## Beschrijving
St Peter's Church had een kruisvormige plattegrond en was west-oostelijk georiënteerd. De klokketoren bevindt zich aan de westelijke zijde. De kerkruïne bevindt zich op Market Place, tussen Church Lane en Castle Street in. De kerk ligt in het midden van een voormalige ronde begraafplaats.